# Suddenly Last Summer
Suddenly Last Summer is een nummer van de Amerikaanse band The Motels uit 1983. Het is de eerste single van hun vierde studioalbum Little Robbers.
"Suddenly Last Summer" werd geschreven door frontvrouw Martha Davis is voor haar een persoonlijk nummer. Ze schreef het nadat haar ouders waren overleden, haar moeder door zelfmoord en haar vader door ziekte. De tekst is een reflectie op die momenten in het leven waarop dingen veranderen. Davis beschrijft het metaforische als "wanneer het een prachtige zonnige dag is en er een koude wind waait, en je weet dat het einde van de zomer nabij is". Het nummer werd een hit in Noord-Amerika en bereikte de 9e positie in de Amerikaanse Billboard Hot 100. In de Nederlandse Top 40 bereikte het de 11e positie, en in de Vlaamse Radio 2 Top 30 de 16e.

## Tracklijst
- 7"

1. "Suddenly Last Summer" - 3:40
2. "Some Things Never Change" - 3:35